# 蒂姆·德雷克
提摩西·傑克森·「提姆」·德雷克（英語：Timothy Jackson "Tim" Drake），是DC漫畫出版的漫畫中登場的一名超級英雄，是蝙蝠俠的助手、第三代的羅賓，之後因蝙蝠俠被達克賽德的歐米茄光束「殺死」，在其他人都以為蝙蝠俠已死後仍堅信對方還活著，於是改用紅羅賓（英語：Red Robin）身分去尋找其下落。
該角色初次登場是在《蝙蝠俠》#436 (1989年8月)，由Marv Wolfman與Pat Broderick所創作。在IGN的漫畫史上100名超級英雄中排名第三十二名。

## 人物
兒時的提姆·德雷克坐在哈利馬戲團的觀眾席時，成為了「空中飛人–格雷森家族」（The Flying Grayson）死亡當天的目擊者，而想成為「全世界最好的偵探」的有為少年，他憑自己的調查就查出了蝙蝠俠與首任羅賓的真實身分，當時第二任羅賓傑森·陶德已經死亡，提姆於是勸已獨立的夜翼迪克·格雷森回到高譚市去幫助蝙蝠俠，迪克拒絕了此請求並將他推薦給蝙蝠俠，蝙蝠俠則訓練他成為第三任羅賓。
傑森復活後，因為嫉妒提姆取代了自己成為新任羅賓而襲擊了對方，提姆不敵被擊敗，但傑森認為提姆的勇氣可嘉，因此沒有下殺手而退走。
在蝙蝠俠疑似身亡、高譚市陷入混亂之際，提姆力勸夜翼繼承蝙蝠俠之位，但夜翼拒絕。同時傑森以蝙蝠俠身分出現，用以暴制暴的手段大開殺戒，提姆於是穿上蝙蝠俠的舊裝備前去迎戰傑森，但落敗重傷。
在迪克正式繼任蝙蝠俠身分後，不相信蝙蝠俠真的已死亡的提姆選擇以紅羅賓身分獨立，並離開高譚去尋找蝙蝠俠。
DC漫畫因此為他推出羅賓的獨立連載。

### 新52
在DC重啟宇宙後，他直接以紅羅賓的身分重生，為了保護被社會所疏忽的年少超能力者而創立了少年泰坦。后在大事件“达克赛德战争”中将少年泰坦解散。

### 重生
在将少年泰坦解散后，蒂姆回归了蝙蝠小队，并开始在《侦探漫画》中出场。

#### “正义无存”和“闪电侠战争”后
在“正义无存”大事件后，蒂姆退出了蝙蝠小队，并自从隐退了将近一年，后在“闪电侠战争”事件后，蒂姆与正在纽约求学的“神奇女孩”凯蒂桑兹玛与因神速力瓦解而逃出神速力的“脉冲”巴特·艾伦重组了少年正义联盟。

## 能力
偵探調查技術極為出色，可以推斷出蝙蝠俠與首任羅賓的真實身分，甚至還獨力找到了蝙蝠洞的位置，就連刺客聯盟首領拉斯·奧·古也十分讚嘆他的調查能力。
論戰鬥技巧可能是歷任羅賓中最弱的一位，但提姆的身手也有著專業的水準。主要是以長棍作為自己的武器。
在少年泰坦成員裡雖然是沒有超能力的一個，但他的領導天分卻往往能讓夥伴的力量發揮得更加出色。

## 其他媒體

### 影集
- 動畫《DC動畫宇宙》：以羅賓身分登場，由Mathew Valencia（蝙蝠俠新冒險、超人：動畫系列）和艾力·馬倫斯奧（蝙蝠俠：神秘的女蝙蝠俠）、Shane Sweet（Static Shock）配音；在「Batman Beyond: Return of the Joker」以蒂姆·德雷克身分登場，由狄恩·史達威爾配音。
- 動畫《少年正義聯盟》：第二季以羅賓身分登場，最後與神奇女孩交往。
- 真人影集《泰坦 (電視劇)》：由傑伊·呂庫戈 (Jay Lycurgo)飾演[6]。

### 電影
- 動畫電影《Batman Unlimited: Animal Instincts》：以紅羅賓身分登場，由Yuri Lowenthal配音。
- 動畫電影《Batman Unlimited: Monster Mayhem》：以紅羅賓身分登場，由Yuri Lowenthal配音。

### 電子遊戲
- 《DC 超級英雄 Online》：以羅賓身分登場，由Wil Wheaton配音。
- 《高譚騎士》

- 樂高系列：
  - 《樂高蝙蝠俠》：以羅賓身分登場，由James Arnold Taylor配音。[7]
  - 《樂高蝙蝠俠2：DC超級英雄》：以羅賓身分登場，由Charlie Schlatter配音。任天堂DS版則有紅羅賓版本。
  - 《樂高蝙蝠俠3：飛越高譚市》：以羅賓身分登場，由Charlie Schlatter配音。
  - 《乐高：纪元》：以羅賓身分登場，由Charlie Schlatter配音。
  - 《乐高DC超级反派》：以红羅賓身分登場。

- 蝙蝠俠：阿卡漢系列：
  - 《蝙蝠俠：阿卡漢城市》與DLC《哈莉·奎茵的復仇》：以羅賓身分登場，由Troy Baker配音。
  - 《蝙蝠俠：阿卡漢騎士》：以羅賓身分登場，最後與芭芭拉·戈登結婚。由Matthew Mercer配音。